# Брацовце
Брацовце (слч. Bracovce) насељено је мјесто са административним статусом сеоске општине (слч. obec) у округу Михаловце, у Кошичком крају, Словачка Република.

## Становништво
| Година:    | 1994. | 2004.   | 2014.   | 2024.   |
| ---------- | ----- | ------- | ------- | ------- |
| Број људи: | 959   | 942     | 935     | 968     |
| Разлика:   |       | -1,77 % | -0,74 % | +3,52 % |

| Година:    | 2023. | 2024.   |
| ---------- | ----- | ------- |
| Број људи: | 965   | 968     |
| Разлика:   |       | +0,31 % |

Према подацима о броју становника из 2011. године насеље је имало 963 становника.